# Discographie de Maria Callas
Cette page présente la discographie de Maria Callas.

## CD

### Opéras (enregistrements de studio)
- Vincenzo Bellini :
  - Norma, dir. Tullio Serafin, Norma: Maria Callas, Adalgisa: Ebe Stignani, Pollione: Mario Filippeschi, Oroveso: Nicola Rossi-Lemeni, Orchestra del Teatro alla Scala, Milan, avril et mai 1954 (EMI Classics, Naxos)
  - Norma, dir. Tullio Serafin, Norma: Maria Callas, Adalgisa: Christa Ludwig, Pollione: Franco Corelli, Oroveso: Nicola Zaccaria, Orchestra del Teatro alla Scala, Milan, novembre 1960 Stéréo (EMI Classics)
  - I puritani, dir. Tullio Serafin, Elvira: Maria Callas, Arturo: Giuseppe di Stefano, Riccardo: Rolando Panerai Giorgio: Nicola Rossi-Lemeni, Orchestra del Teatro alla Scala, Milan, mars 1953 (EMI Classics, Naxos)[1]
  - La sonnambula, dir. Antonino Votto, Amina: Maria Callas, Teresa: Fiorenza Cossotto, Rodolfo: Nicola Zaccaria, Elvino: Nicola Monti, Lisa: Eugenia Ratti, Orchestra del Teatro alla Scala, Milan, mars 1957 (EMI Classics)
- Georges Bizet :
  - Carmen, dir. Georges Prêtre, Carmen: Maria Callas, Don José: Nicolai Gedda, Micaëla: Andréa Guiot, Escamillo: Robert Massard, Frasquita: Nadine Sautereau, Mercédès: Jane Berbié, Orchestre de l'Opéra national de Paris, Paris, juillet 1964, Stéréo (EMI Classics)[N 1]
- Luigi Cherubini :
  - Medea, dir. Tullio Serafin, Medea: Maria Callas, Glauce: Renata Scotto, Neris: Miriam Pirazzini, Giasone: Mirto Picchi, Creonte: Giuseppe Modesti, Orchestra del Teatro alla Scala, Milan, septembre 1957 (Ricordi, EMI Classics)
- Gaetano Donizetti :
  - Lucia di Lammermoor, dir. Tullio Serafin, Lucia: Maria Callas, Edgardo: Giuseppe di Stefano, Enrico: Tito Gobbi, Raimondo: Raffaele Arié, Orchestra del Maggio Musicale Fiorentino, Florence, janvier et février 1953 (EMI Classics, Naxos)
  - Lucia di Lammermoor, dir. Tullio Serafin, Lucia: Maria Callas, Edgardo: Ferruccio Tagliavini, Enrico: Piero Cappuccilli, Raimondo: Bernard Ladysz, Orchestre Philharmonia, Kingsway Hall, Londres, mars 1959 Stéréo (EMI Classics, Naxos)
- Ruggero Leoncavallo :
  - I pagliacci, dir. Tullio Serafin, Nedda: Maria Callas, Canio: Giuseppe di Stefano, Tonio: Tito Gobbi, Beppe: Nicola Monti, Silvio: Rolando Panerai, Orchestra del Teatro alla Scala, Milan, juin 1954 (EMI Classics, Naxos)[N 1]
- Pietro Mascagni :
  - Cavalleria rusticana, dir. Tullio Serafin, Santuzza: Maria Callas, Turiddu: Giuseppe di Stefano, Alfio: Rolando Panerai, Lola: Anna Maria Canali, Mamma Lucia: Ebe Ticozzi, Orchestra del Teatro alla Scala, Milan, juin et août 1953 (EMI Classics, Naxos)
- Amilcare Ponchielli :
  - La Gioconda, dir. Antonino Votto, La Gioconda: Maria Callas, Laura: Fedora Barbieri, La Cieca: Maria Amadini, Alvise: Giulio Neri, Enzo: Gianni Poggi, Barnaba: Paolo Silveri, Orchestra di Torino della RAI, RAI Turin, septembre 1952 (Cetra, EMI Classics, Naxos)
  - La Gioconda, dir. Antonino Votto, La Gioconda: Maria Callas, Laura: Fiorenza Cossotto, La Cieca: Irene Companeez, Alvise: Ivo Vinco, Enzo: Pier Miranda Ferraro, Barnaba: Piero Cappuccilli, Orchestra del Teatro alla Scala, Milan, septembre 1959, Stéréo (EMI Classics, Naxos)
- Giacomo Puccini :
  - La Bohème, dir. Antonino Votto, Mimi: Maria Callas, Rodolfo: Giuseppe di Stefano, Marcello: Rolando Panerai, Musetta: Anna Moffo, Schaunard: Manuel Spatafora, Colline: Nicola Zaccaria, Orchestra el Teatro alla Scala, Milan, août et septembre 1956 (EMI Classics)[N 1]
  - Madame Butterfly, dir. Herbert von Karajan, Cio Cio San: Maria Callas, Suzuki: Lucia Danieli, Pinkerton: Nicolai Gedda, Sharpless: Mario Borriello, Orchestra del Teatro alla Scala, Milan, août 1955 (EMI Classics, Naxos)
  - Manon Lescaut, dir. Tullio Serafin, Manon: Maria Callas, des Grieux: Giuseppe di Stefano, Lescaut: Giulio Fioravanti, Geronte: Franco Calabrese, Orchestra del Teatro alla Scala, Milan, juillet 1957 (EMI Classics)[N 1]
  - Tosca, dir. Victor de Sabata, Floria Tosca: Maria Callas, Mario Cavaradossi: Giuseppe di Stefano, Scarpia: Tito Gobbi, Orchestra del Teatro alla Scala, Milan, août 1953 (EMI Classics, Naxos)
  - Tosca, dir. Georges Prêtre, Floria Tosca: Maria Callas, Mario Cavaradossi: Carlo Bergonzi, Scarpia: Tito Gobbi, Orchestre de la Société des Concerts du Conservatoire, Salle Wagram, Paris, décembre 1964 et janvier 1965, Stéréo (EMI Classics, Naxos)
  - Turandot, dir. Tullio Serafin, Turandot: Maria Callas, Calaf: Eugenio Fernandi, Liù: Elisabeth Schwarzkopf, Timur: Nicola Zaccaria, Orchestra del Teatro alla Scala, Milan, juillet 1957 (EMI Classics)
- Gioachino Rossini :
  - Il barbiere di Siviglia, dir. Alceo Galliera, Rosina: Maria Callas, Il conte Almaviva: Luigi Alva, Figaro: Tito Gobbi, Bartolo: Fritz Ollendorff, Basilio: Nicola Zaccaria, Orchestre Philharmonia, Kingsway Hall, Londres, février 1957 (EMI Classics)
  - Il turco in Italia, dir. Gianandrea Gavazzeni, Fiorilla: Maria Callas, Selim: Nicola Rossi-Lemeni, Narciso: Nicolai Gedda, Geronio: Franco Calabrese, Zaida: Jolanda Gardino, Orchestra del Teatro alla Scala, Milan, août et septembre 1954 (EMI Classics, Naxos)
- Giuseppe Verdi :
  - Aida, dir. Tullio Serafin, Aida: Maria Callas, Radames: Richard Tucker, Amneris: Fedora Barbieri, Amonasro: Tito Gobbi, Orchestra del Teatro alla Scala, Milan, août 1955 (EMI Classics)
  - Un ballo in maschera, dir. Antonino Votto, Amelia: Maria Callas, Riccardo: Giuseppe di Stefano, Renato: Tito Gobbi, Ulrica: Fedora Barbieri, Orchestra del Teatro alla Scala, Milan, septembre 1956 (EMI Classics et Naxos)
  - La forza del destino, dir. Tullio Serafin, Leonora: Maria Callas, Don Alvaro: Richard Tucker, Don Carlo di Vargas: Carlo Tagliabue, Padre Guardiano: Nicola Rossi-Lemeni, Preziosilla: Elena Nicolai, Fra Melitone: Renato Capecchi, Orchestra del Teatro alla Scala, Milan, août 1954 (EMI Classics)
  - Rigoletto, dir. Tullio Serafin, Gilda: Maria Callas, Rigoletto: Tito Gobbi, Il duca: Giuseppe di Stefano, Sparafucile: Nicola Zaccaria, Orchestra del Teatro alla Scala, Milan, septembre 1955 (EMI Classics)
  - La traviata, dir. Gabriele Santini, Violetta: Maria Callas, Alfredo: Francesco Albanese, Giorgio Germont: Ugo Savarese, Orchestra Sinfonica di Torino della RAI, RAI Turin, septembre 1953 (Cetra, EMI Classics, Fifty Five, Regis, Warner)
  - Il trovatore, dir. Herbert von Karajan, Leonora: Maria Callas, Manrico: Giuseppe di Stefano, Azucena: Fedora Barbieri, Il conte di Luna: Rolando Panerai, Ferrando: Nicola Zaccaria, Orchestra del Teatro alla Scala, Milan, août 1956 (EMI Classics)

### Opéra (enregistrements sur le vif, extraits ou intégrales)
- Vincenzo Bellini :
  - Norma, dir. Tullio Serafin, Norma: Maria Callas, Adalgisa: Fedora Barbieri, Théâtre Colón, Buenos Aires, 17 juin 1949, duo Norma/Adalgisa du 1er acte (Divina Records)
  - Norma, dir. Guido Picco, Norma: Maria Callas, Adalgisa: Giulietta Simionato, Pollione: Kurt Baum, Oroveso: Nicola Moscona, Palacio de Bellas Artes, Mexico, 23 mai 1950 (Golden Melodram)
  - Norma, dir. Vittorio Gui, Norma: Maria Callas, Adalgisa: Ebe Stignani, Pollione: Mirto Picchi, Oroveso: Giacomo Vaghi, Clotilde: Joan Sutherland, Covent Garden, Londres, 18 novembre 1952 (EMI Classics)
  - Norma, dir. Antonino Votto, Norma: Maria Callas, Adalgisa: Elena Nicolai, Pollione: Franco Corelli, Oroveso: Boris Christoff, Teatro Verdi, Trieste, 19 novembre 1953, (Divina Records)
  - Norma, dir. Tullio Serafin, Norma: Maria Callas, Adalgisa:  Ebe Stignani, Pollione: Mario del Monaco, Oroveso: Giuseppe Modesti, Rome (RAI) 29 juin 1955 (Melodram)
  - Norma, dir. Antonino Votto, Norma: Maria Callas, Adalgisa: Giulietta Simionato, Pollione: Mario del Monaco, Oroveso: Nicola Zaccaria, Teatro alla Scala, Milan, 7 décembre 1955 (Melodram, Divina Records)
  - Norma, dir. Gabriele Santini, Norma: Maria Callas, Adalgisa: Miriam Pirazzini, Pollione: Franco Corelli, Oroveso: Giulio Neri, Teatro dell'Opera di Roma, Rome, 2 janvier 1958 (1er acte)
  - Norma, dir. Georges Prêtre, Norma: Maria Callas, Adalgisa: Giulietta Simionato (les 14 et 17 mai)- Fiorenza Cossotto (les 21 et 29 mai), Pollione: Gianfranco Cecchele, Oroveso: Ivo Vinco, Opéra Garnier, Paris, 14, 17, 21, 29 mai 1965, plusieurs extraits des quatre soirées
  - Il pirata, dir. Nicola Rescigno, Imogene: Maria Callas, Gualtiero: Pier Miranda Ferraro, Ernesto: Constantino Ego, Carnegie Hall, New York, 27 janvier 1959 (EMI Classics)
  - I puritani, dir. Guido Picco, Elvira: Maria Callas, Arturo: Giuseppe di Stefano, Riccardo: Piero Campolonghi, Giorgio: Roberto Silva, Mexico (PBA) 29 mai 1952 (Idis, Archipel, Golden Melodram)
  - La sonnambula, dir. Leonard Bernstein, Amina: Maria Callas, Elvino: Cesare Valletti, Rodolfo: Giuseppe Modesti, Milano (Scala) 5 mars 1955 (EMI Classics)
  - La sonnambula, dir. Antonino Votto, Amina: Maria Callas, Elvino: Nicola Monti, Rodolfo: Nicola Zaccaria, Teresa: Fiorenza Cossotto, Grosses Haus, Cologne, 4 juillet 1957 (EMI Classics)
  - La sonnambula, dir. Antonino Votto, Amina: Maria Callas, Elvino: Nicola Monti, Rodolfo: Nicola Zaccaria, Teresa: Fiorenza Cossotto, Grosses Haus, Cologne, 6 juillet 1957 (3 disques Foyer), (extraits cd Eklipse)
  - La sonnambula, dir. Antonino Votto, Amina: Maria Callas, Elvino: Nicola Monti, Rodolfo: Nicola Zaccaria, Teresa: Fiorenza Cossotto, King's Theatre, Édimbourg, 21 août 1957 (Melodram, Testament)
  - La sonnambula, dir. Antonino Votto, Amina: Maria Callas, Elvino: Nicola Monti, Rodolfo: Nicola Zaccaria, Teresa: Fiorenza Cossotto, Edinburgh (King's Theatre) 26 août 1957 (Divina Records)
- Luigi Cherubini :
  - Medea, dir. Vittorio Gui, Medea: Maria Callas, Neris: Fedora Barbieri, Giasone: Carlos Guichandut, Creonte: Mario Petri, Glauce: Gabriella Tucci, Teatro Comunale di Firenze, Florence, 7 mai 1953 (Golden Melodram)
  - Medea, dir. Leonard Bernstein, Medea: Maria Callas, Neris: Fedora Barbieri, Giasone: Gino Penno, Creonte: Giuseppe Modesti, Glauce: Maria Luisa Nache, Milano (Scala) 10 décembre 1953 (EMI Classics, Golden Melodram, Idis)
  - Medea, dir. Nicola Rescigno, Medea: Maria Callas, Neris: Teresa Berganza, Giasone: Jon Vickers, Creonte: Nicola Zaccaria, Glauce: Elizabeth Carron, Opéra de Dallas, 6 novembre 1958 (Melodram)
  - Medea, dir. Nicola Rescigno, Medea: Maria Callas, Neris: Fiorenza Cossotto, Giasone: Jon Vickers, Creonte: Nicola Zaccaria, Glauce: Joan Carlyle, London (Covent Garden) 30 juin 1959 (Melodram)
  - Medea, dir. Thomas Schippers, Medea: Maria Callas, Neris: Giulietta Simionato, Giasone: Jon Vickers, Creonte: Nicolai Ghiaurov, Glauce: Ivana Tosini, Milano (Scala) 11 décembre 1961 (Opera d'Oro)
- Gaetano Donizetti :
  - Anna Bolena, dir. Gianandrea Gavazzeni, Anna: Maria Callas, Giovanna Seymour: Giulietta Simionato, Percy: Gianni Raimondi, Enrico: Nicola Rossi-Lemeni, Milano (Scala) 14 avril 1957 (EMI Classics, Divina Records)
  - Lucia di Lammermoor, dir. Guido Picco, Lucia: Maria Callas, Edgardo: Giuseppe di Stefano, Enrico: Piero Campolonghi, Mexico (PBA) 10 juin 1952 (Archipel)
  - Lucia di Lammermoor, dir. Guido Picco, Lucia: Maria Callas, Edgardo: Giuseppe di Stefano, Enrico: Piero Campolonghi, Mexico (PBA) 14 juin 1952 (extraits Eklipse, Memories)
  - Lucia di Lammermoor, dir. Herbert von Karajan, Lucia: Maria Callas, Edgardo: Giuseppe di Stefano, Enrico: Rolando Panerai, Milano (Scala) 18 janvier 1954 (SRO, Idis, Cantus records)
  - Lucia di Lammermoor, dir. Herbert von Karajan, Lucia: Maria Callas, Edgardo: Giuseppe di Stefano, Enrico: Rolando Panerai, Deutsche Oper Berlin, Berlin, 29 septembre 1955 (EMI Classics, Idis, Divina Records)
  - Lucia di Lammermoor, dir. Francesco Molinari Pradelli, Lucia: Maria Callas, Edgardo: Gianni Raimondi, Enrico: Rolando Panerai, Teatro San Carlo, Naples, 22 mars 1956 (Myto)
  - Lucia di Lammermoor, dir. Fausto Cleva, Lucia: Maria Callas, Edgardo: Giuseppe Campora, Enrico: Enzo Sordello, Metropolitan Opera, New York, 8 décembre 1956 (Melodram)
  - Lucia di Lammermoor, dir. Tullio Serafin, Lucia: Maria Callas, Edgardo: Eugenio Fernandi, Enrico: Rolando Panerai, Roma (RAI) 26 juin 1957 (Melodram)
  - Poliuto, dir. Antonino Votto, Paolina: Maria Callas, Poliuto: Franco Corelli, Severo: Ettore Bastianini, Milano (Scala) 7 décembre 1960 (EMI Classics)
- Umberto Giordano :
  - Andrea Chénier, dir. Antonino Votto, Maddalena: Maria Callas, Andrea Chénier: Mario del Monaco, Carlo Gérard: Aldo Protti, Milano (Scala) 8 janvier 1955 (EMI Classics)
- Christoph Willibald Gluck :
  - Alceste (version italienne), dir. Carlo Maria Giulini, Alceste: Maria Callas, Admeto: Renato Gavarini, Gran sacerdote: Paolo Silveri, Apollo: Rolando Panerai, Milano (Scala) 4 avril 1954 (Golden Melodram, Idis)
  - Iphigénie en Tauride (version italienne), Ifigenia: Maria Callas, Pilade: Francesco Albanese, Oreste: Dino Dondi, Artemide: Fiorenza Cossotto, dir. Nino Sanzogno, Milano (Scala) 1er juin 1957 (EMI Classics)
- Giacomo Puccini :
  - Tosca, dir. Umberto Mugnai, Floria Tosca: Maria Callas, Mario Cavaradossi: Mario Filippeschi, Scarpia: Robert Weede, Mexico (PBA) 8 juin 1950 (Melodram, Fono Entreprise)
  - Tosca, dir. Antonino Votto, Floria: Maria Callas, Mario: Gianni Poggi, Scarpia: Paolo Silveri, (Teatro Municipal), Rio de Janeiro, 24 septembre 1951 (Melodram, Archipel)
  - Tosca, dir. Guido Picco, Floria: Maria Callas, Mario: Giuseppe di Stefano, Scarpia: Piero Campolonghi, Mexico (PBA) 1er juillet 1952 (Melodram, Archipel)
  - Tosca, dir. Dimitri Mitropoulos, Floria: Maria Callas, Scarpia: George London, New York (Ed Sullivan Show) 25 novembre 1956, extraits de l'acte II (Melodram)
  - Tosca, dir. Georges Sebastian, Floria: Maria Callas, Mario: Albert Lance, Scarpia: Tito Gobbi, Paris (Opéra Garnier) 19 décembre 1958, Acte II  (INA)
  - Tosca, dir. Carlo Felice Cillario, Floria: Maria Callas, Mario: Renato Cioni, Scarpia: Tito Gobbi, London (Covent Garden) 24 janvier 1964 (Emi Classics, Golden Melodram)
  - Tosca, dir. Nicola Rescigno, Floria: Maria Callas, Mario: Renato Cioni, Scarpia: Tito Gobbi, Paris (Opéra Garnier) 3 mars 1965 (Melodram)
  - Tosca, dir. Fausto Cleva, Floria: Maria Callas, Mario: Franco Corelli, Scarpia: Tito Gobbi, New York (Met) 19 mars 1965 (Melodram, Living Stage)
  - Tosca, dir. Fausto Cleva, Floria: Maria Callas, Mario: Richard Tucker, Scarpia: Tito Gobbi, New York (Met) 25 mars 1965 (Melodram, Living Stage)
  - Tosca, dir. Georges Prêtre, Floria: Maria Callas, Mario: Renato Cioni, Scarpia: Tito Gobbi, London (Covent Garden) 5 juillet 1965 (Divina Records)
  - Turandot, dir. Tullio Serafin, Turandot: Maria Callas, Calaf: Mario del Monaco, Buenos Aires (Teatro Colón) 20 mai 1949, extraits de l'acte III (Divina Records, Eklipse)
- Gioachino Rossini :
  - Armida, dir. Tullio Serafin, Armida: Maria Callas, Rinaldo: Francesco Albanese, Goffredo: Alessandro Ziliani, Eustazio: Antonio Salvarezza, Gernando: Mario Filippeschi, Carlo: Gianni Raimondi, Firenze (Teatro Comunale) 26 avril 1952 (Melodram, Idis, Divina Records)
  - Il Barbiere di Siviglia, Rosina: Maria Callas, Almaviva: Luigi Alva, Figaro: Tito Gobbi, Don Basilio: Nicola Rossi-Lemeni, Bartolo: Melchiorre Luise, dir. Carlo Maria Giulini, Milano (Scala) 16 février 1956 (Melodram, Idis)
  - Il turco in Italia, dir. Gianandrea Gavazzeni, Fiorilla: Maria Callas, Roma (Opera) 19 octobre 1950, air de Fiorilla (Tima club, You Tube)
- Gaspare Spontini :
  - La Vestale, dir. Antonino Votto, Giulia: Maria Callas, Licinio: Franco Corelli, Gran vestale: Ebe Stignani, Cinna: Enzo Sordello, Sommo sacerdote: Nicola Rossi-Lemeni, Milano (Scala) 7 décembre 1954 (Andromeda, Golden Melodram, Idis)
- Giuseppe Verdi :
  - Aida, dir. Guido Picco, Aida: Maria Callas, Radames: Kurt Baum, Amneris: Giulietta Simionato, Amonasro: Robert Weede, Mexico (PBA) 30 mai 1950 (Melodram, Idis)
  - Aida, dir. Guido Picco, Aida: Maria Callas, Radames: Kurt Baum, Amneris: Giulietta Simionato, Amonasro: Robert Weede, Mexico (PBA) 3 juin 1950, extraits (Archipel)
  - Aida, dir. Vincenzo Bellezza, Aida: Maria Callas, Radames: Mirto Picchi, Amneris: Ebe Stignani, Amonasro: Rafaele de Falchi, Roma (Opera) 2 octobre 1950, extraits de l'Acte III (Melodram)
  - Aida, dir. Oliviero de Fabritiis, Aida: Maria Callas, Radames: Mario del Monaco, Amneris: Oralia Dominguez, Amonasro: Giuseppe Taddei, Mexico (PBA) 2 juillet 1951 (Melodram, EMI Classics, Archipel)
  - Aida, dir. John Barbirolli, Aida: Maria Callas, Radames: Kurt Baum, Amneris: Giulietta Simionato, Amonasro: Jess Walters, Sacerdotessa: Joan Sutherland, London (Covent Garden) 10 juin 1953 (Golden Melodram, Testament)
  - Un ballo in maschera, dir. Gianandrea Gavazzeni, Amelia: Maria Callas, Riccardo: Giuseppe di Stefano, Renato: Ettore Bastianini, Ulrica: Giulietta Simionato, Milano (Scala) 7 décembre 1957 (Golden Melodram)
  - Macbeth, dir. Victor de Sabata, Lady Macbeth: Maria Callas, Macbeth: Enzo Mascherini, Banquo: Italo Tajo, Macduff: Gino Penno, Milano (Scala) 7 décembre 1952 (EMI Classics, Myto)
  - Nabucco, dir. Vittorio Gui, Abigaille: Maria Callas, Nabucco: Gino Bechi, Zaccaria: Luciano Neroni, Ismaele: Gino Sinimberghi, Fenena: Amalia Pini, Napoli (San Carlo) 20 décembre 1949 (Archipel, Golden Melodram)
  - Rigoletto, dir. Umberto Mugnai, Gilda: Maria Callas, Duca: Giuseppe di Stefano, Rigoletto: Piero Campolonghi, Mexico (PBA) 17 juin 1952 (Melodram, Urania)
  - La traviata, dir. Oliviero de Fabritiis, Violetta: Maria Callas, Alfredo: Cesare Valletti, Germont: Giuseppe Taddei, Mexico (PBA) 17 juillet 1951 (Cetra, EMI Classics, Fifty Five, Regis, Warner)
  - La traviata, dir. Umberto Mugnai, Violetta: Maria Callas, Alfredo: Giuseppe di Stefano, Germont: Piero Campolonghi, Mexico (PBA) 3 juin 1952 (Melodram)
  - La traviata, dir. Carlo Maria Giulini, Violetta: Maria Callas, Alfredo: Giuseppe di Stefano, Germont: Ettore Bastianini, Milano (Scala) 28 mai 1955 (EMI Classics)
  - La traviata, dir. Carlo Maria Giulini, Violetta: Maria Callas, Alfredo: Gianni Raimondi, Germont: Ettore Bastianini, Milano (Scala) 19 janvier 1956 (Myto)
  - La traviata, dir. Franco Ghione, Violetta: Maria Callas, Alfredo: Alfredo Kraus, Germont: Mario Sereni, Teatro Nacional de Sao Carlos, Lisbonne 27 mars 1958 (EMI Classics)
  - La traviata, dir. Nicola Rescigno, Violetta: Maria Callas, Alfredo: Cesare Valletti, Germont :Mario Zanasi, London (Covent Garden) 20 juin 1958 (Melodram)
  - Il trovatore, dir. Guido Picco, Leonora: Maria Callas, Manrico: Kurt Baum, Azucena: Giulietta Simionato, Luna: Leonard Warren, Mexico (PBA) 20 juin 1950 (Melodram, Archipel)
  - Il trovatore, dir. Guido Picco, Leonora: Maria Callas, Manrico: Kurt Baum, Azucena: Giulietta Simionato, Luna: Ivan Petroff, Mexico (PBA) 27 juin 1950, extraits (Eklipse, Archipel)
  - Il trovatore, dir. Tullio Serafin, Leonora: Maria Callas, Manrico: Giacomo Lauri-Volpi, Azucena: Cloe Elmo, Luna: Paolo Silveri, Napoli (San Carlo) 27 juin 1951 (Idis, Melodram)
  - Il trovatore, dir. Antonino Votto, Leonora: Maria Callas, Manrico: Gino Penno, Azucena: Ebe Stignani, Luna: Carlo Tagliabue, Milano (Scala) 23 février 1953 (Myto,Idis)
  - I vespri siciliani, dir. Erich Kleiber, Elena: Maria Callas, Arrigo: Giorgio Kokolios, Monforte: Enzo Mascherini, Procida: Boris Christoff, Firenze (Teatro Comunale) 26 mai 1951  (Archipel, Testament)
- Richard Wagner :
  - Parsifal, dir. Vittorio Gui, Kundry: Maria Callas, Parsifal: Africo Baldelli, Gurnemanz: Boris Christoff, Amfortas: Rolando Panerai, Klingsor: Giuseppe Modesti, Ancella: Lina Pagliughi, Roma (RAI) 20 et 21 novembre 1950 (Melodram)

### Récitals et anthologies (enregistrements de studio)
- Wagner (Tristan) et Bellini (I puritani et Norma), dir. Arturo Basile, Orchestra Sinfonica di Torino della RAI, RAI Torino, novembre 1949 (Cetra, EMI Classics)
- Les héroïnes de Puccini (Manon Lescaut, Madama Butterfly, La Bohème, Suor Angelica, Gianni Schicchi, Turandot), dir. Tullio Serafin, Philharmonia Orchestra, London Town Hall septembre 1954 (EMI Classics)
- Les airs lyriques et colorature(s) (Adriana Lecouvreur, Andrea Chénier, La Wally, Mefistofele, Il barbiere di Siviglia, Dinorah, Lakmé, I vespri siciliani), dir. Tullio Serafin, Philharmonia Orchestra, London Town Hall septembre 1954 (EMI Classics)
- Callas à la Scala, airs de Cherubini (Medea), Spontini (La vestale) et Bellini (La sonnambula), dir. Tullio Serafin, Orchestra del Teatro alla Scala Milano, Teatro alla Scala Milano, septembre 1955 (EMI Classics)
- Les héroïnes de Verdi (Macbeth, Nabucco, Ernani, Don Carlo), dir. Nicola Rescigno, Philharmonia Orchestra, London Studio 1 Abbey Road, septembre 1958 (EMI Classics)
- Les scènes de folie (Hamlet, Anna Bolena, Il pirata), dir. Nicola Rescigno, Philharmonia Orchestra, London Studio 1 Abbey Road, septembre 1958 (EMI Classics)
- Callas à Paris (Orphée et Eurydice, Alceste, Carmen, Samson et Dalila, Roméo et Juliette, Mignon, Le Cid, Louise), dir. Georges Prêtre, Orchestre national de la Radiodiffusion Française, Salle Wagram Paris, mars et avril 1961 (EMI Classics)
- Callas à Paris II (Iphigénie en Tauride, La damnation de Faust, Les pêcheurs de perles, Manon, Werther, Faust), dir. Georges Prêtre, Orchestre de la Société des Concerts du Conservatoire, Salle Wagram Paris, mai 1963 (EMI Classics)
- Mozart, van Beethoven et Weber (Scena ed aria: Ah, perfido, Oberon, Le nozze di Figaro, Don Giovanni), dir. Nicola Rescigno, Orchestre de la Société des Concerts du Conservatoire, Salle Wagram Paris, décembre 1963 et janvier 1964 (EMI Classics)
- Airs de Verdi II (Otello, Aroldo, Don Carlo), dir. Nicola Rescigno, Orchestre de la Société des Concerts du Conservatoire, Salle Wagram Paris, décembre 1963 et février 1964 (EMI Classics)
- Airs de Rossini et Donizetti (La Cenerentola, Guglielmo Tell, Semiramide, La figlia del reggimento, Lucrezia Borgia, L'elisir d'amore), dir. Nicola Rescigno, Orchestre de la Société des Concerts du Conservatoire, Salle Wagram Paris, décembre 1963 et avril 1964 (EMI Classics)
- Airs de Verdi III (I Lombardi, Attila, Il corsaro, Il trovatore, I vespri siciliani, Un ballo in maschera, Aida), dir. Nicola Rescigno, Orchestre de la Société des Concerts du Conservatoire, janvier, février et avril 1964, janvier et avril 1965, février et mars 1969 (EMI Classics)
- The EMI rarities 1953-1961 (Don Giovanni, Macbeth, Semiramide, I vespri siciliani, Lurezia Borgia, Guglielmo Tell, Il pirata), dir. Tullio Serafin, Nicola Rescigno, Antonio Tonini, Orchestra del Maggio Musicale Fiorentino (Don Giovanni) et Orchestre Philharmonia, janvier 1953, septembre 1958, (?)1960 et novembre 1961 (EMI Classics)
- The EMI rarities 1962-1969 (Don Carlo, La Cenerentola, Oberon, Aida, I Lombardi, Il trovatore, I vespri siciliani, Attila), dir. Antonio Tonini, Georges Prêtre, Nicola Rescigno, Orchestre Philharmonia, Orchestre du Théâtre national de l'Opéra de Paris, Orchestre de la Société des Concerts du Conservatoire, avril 1962, avril et juin 1964, janvier 1965, février et mars 1969 (EMI Classics)

### Récitals et compilations
- Maria Callas : La Grande Nuit de l’Opéra, 19 décembre 1958, Opéra Garnier 2 cd, (INA Mémoire vive)
- En septembre 2007, pour le 30e anniversaire de sa disparition, EMI a publié une intégrale en 70 CD des enregistrements studio (1949-1969), comprenant un CD bonus avec photos et livrets des opéras ainsi qu'un DVD comprenant des interviews de Maria Callas et des extraits filmés de représentations auxquelles elle avait participé.
- The Callas effect, 2 cd et 1 dvd, (EMI Classics), 2011

### Récitals (enregistrements sur le vif)
- Concert du 9 juillet 1949, Gala du 133e anniversaire de l'indépendance de l'Argentine, Théâtre Colón de Buenos Aires (Norma)

Orchestre du Colon de Buenos Aires, dir: Tullio Serafin, (Divina Records)
- Concert du 12 mars 1951, RAI di Torino (Un ballo in maschera, Mignon, Variations de Proch)

Orchestra di Torino della RAI, dir: Ermanno Wolf-Ferrari, (Maria Callas Édition, Divina Records)
- Concert du 18 février 1952, RAI di Torino (Macbeth, Lucia di Lammermoor, Nabucco, Lakmé)

Orchesta di Torino della RAI, dir: Oliviero de Fabritiis, (EMI Classics)
- Concert du 27 décembre 1954, Teatro del Casino, San Remo (Il ratto dal serraglio, Dinorah, Louise, Armida)

Orchestra di Milano della RAI, dir: Alfredo Simonetto, (EMI Classics) 
- Concert du 27 septembre 1956, RAI di Milano (La vestale, Semiramide, Hamlet, I puritani)

Orchestra di Milano della RAI, dir: Alfredo Simonetto, (EMI Classics) 
- Concert du 5 août 1957, Théâtre Antique Hérode Atticus, Athènes (Il trovatore, La forza del destino, Tristan und Isolde, Lucia di Lammermoor, Hamlet)

Orchestre du Festival d'Athènes, dir: Antonino Votto, (EMI Classics) 
- Répétition du 20 novembre 1957, State Fair Music Hall, Dallas (Die Entführung aus dem Serail, I puritani, Macbeth, La traviata, Anna Bolena)

Dallas Symphony, dir: Nicola Rescigno, (EMI Classics)
- Emission télévisée en Eurovision du 31 décembre 1957, Studio de la RAI, Roma (Norma)

Orchestra di Roma della RAI, dir: Gabriele Santini, (EMI Classics, Divina Records)
- Concert du 17 juin 1958, Chelsea Empire Theatre, London (Tosca, Il barbiere di Siviglia)

dir: John Pritchard, (EMI Classics)
- Concert du 23 septembre 1958, Chelsea Empire Theatre, London (Norma, Madama Butterfly)

dir: John Pritchard, (EMI Classics)
- Concert du 29 novembre 1958, Shrine Auditorium, Los Angeles (La vestale, Macbeth, Il barbiere di Siviglia, Mefistofele, La Bohème, Hamlet)

dir: Nicola Rescigno, (Vai)
- Concert du 19 décembre, Gala de la Légion d'Honneur, La grande nuit de l'Opéra, Opéra de Paris (Norma, Il trovatore, Il barbiere di Siviglia, Tosca - Acte II)

Orchestre du Théâtre national de l'Opéra de Paris, dir: Georges Sebastian, (EMI Classics, INA Mémoire vive)
- Concert du 15 mai 1959, Muzikhalle, Hamburg (La vestale, Macbeth, Il barbiere di Siviglia, Don Carlo, Il pirata)

Sinfonieorchester des Norddeutschen Rundfunks, dir: Nicola Rescigno, (EMI Classics)
- Concert du 19 mai 1959, Liederhalle, Stuttgart (La vestale, Macbeth, Il barbiere di Siviglia, Don Carlo, Il pirata)

Sinfonieorchester des Suddeutschen Rundfunks, dir: Nicola Rescigno, (EMI Classics)
- Concert du 11 juillet 1959, Concertgebouw, Amsterdam (La vestale, Ernani, Don Carlo, Il pirata)

Orkest van het Concertgebouw Amsterdam, dir: Nicola Rescigno, (EMI Classics)
- Concert du 23 septembre 1959, Royal Festival Hall, London (Macbeth, Il pPirata)

Orchestre Philharmonia, dir: Nicola Rescigno, (EMI Classics)
- Concert du 3 octobre 1959, Wood Green Empire, London (La Bohème, Mefistofele)

Royal Philharmonic Orhestra, dir: Malcolm Sargent, (EMI Classics)
- Concert du 30 mai 1961, St James's Palace, London (Le Cid, Don Carlo, Mefistofele)

Piano: Malcolm Sargent, (EMI Classics)
- Concert du 27 février 1962, Royal Festival Hall, London (Oberon, Le Cid, La Cenerentola, Macbeth, Anna Bolena)

Orchestre Philharmonia, dir: Georges Prêtre, (EMI Classics)
- Concert du 16 mars 1962, Muzikhalle, Hamburg (Le Cid, Carmen, Ernani, La Cenerentola, Don Carlo)

Sinfonieorchester des Norddeutschen Rundfunks, dir: Georges Prêtre, (EMI Classics)
- Participation à la cérémonie d'anniversaire du Président Kennedy, 19 mai 1962, Madison Square Garden, New York (Carmen)

Piano: Charles Wilson (Divina Records)
- Concert du 4 novembre 1962, Covent Garden, London (Don Carlo, Carmen)

Orchestra of the Royal Opera House, dir: Georges Prêtre, (EMI Classics)
- Concert du 17 mai 1963, Deutsche Oper, Berlin (Semiramide, Nabucco, La Bohème, Madama Butterfly)

Orchester der Deutschen Oper Berlin, dir: Georges Prêtre, (Eklipse, Maria Callas Édition)
- Concert du 23 mai 1963, Liederhalle, Stuttgart (Semiramide, Norma, Nabucco, La Bohème, Madama Butterfly)

Sinfonieorchester des Suddeutschen Rundfunks, dir: Georges Prêtre, (Eklipse, Maria Callas Édition)
- Concert du 31 mai 1963, Royal Festival Hall, London (Semiramide, Norma, Nabucco, La Bohème, Madama Butterfly)

Orchestre Philharmonia, dir: Georges Prêtre, (Maria Callas Édition, Divina Records)
- Concert du 5 juin 1963, Théâtre des Champs Elysées, Paris (Semiramide, La Cenerentola, Manon, Werther, Nabucco, La Bohème, Madama Butterfly, Gianni Schicchi)

Orchestre national de la RTF, dir: Georges Prêtre, (EMI Classics, Maria Callas Édition)
- Concert du 9 juin 1963, Falkoner Centret, Copenhagen (Norma, Nabucco, La Bohème, Madama Butterfly)

Danmarks Radiosymfoni Orkester, dir: Georges Prêtre, (Eklipse, Maria Callas Édition)
- Concert télévisé du 18 mai 1965, Studios de la RTF, Paris (Manon, La sonnambula, Gianni Schicchi)

Orchestre national de la RTF, dir: Georges Prêtre, (EMI Classics, Maria Callas Édition)

### Entretiens
- Trois jours avec Maria Callas, entretiens avec Micheline Banzet-Lawton au domicile parisien de Maria Callas le 5 février 1965 (en français - INA).
- Callas, la divina, entretiens avec Edward Downes diffusés aux États-Unis le 30 décembre 1967 et le 13 janvier 1968 (en anglais - EMI Classics).
- Hommages à Maria Callas, entretien avec Jacques Bourgeois au domicile parisien de Maria Callas le 30 juin 1968, entretien avec Micheline Banzet-Lawton au domicile parisien de Maria Callas le 5 février 1963, nombreux témoignages recueillis par Alain Lanceron (en français, sauf Giulietta Simionato et Jon Vickers - EMI Classics).
- Collector's corner, entretiens avec John Ardoin à Dallas le 13 septembre 1968 (en anglais - Eklipse).
- David Frost Show, entretien télévisé avec David Frost à New York le 10 décembre 1970 (en anglais - Verona).
- Callas, entretien avec Philippe Caloni au domicile parisien de Maria Callas en avril 1976 (en français - EMI Classics).
- Callas in her own words, écrit par John Ardoin, coffret de 3 cd parsemés d'entretiens avec Maria Callas (en anglais - Eklipse).

## DVD
Il n'existe pas d'opéras entiers chantés par Maria Callas sur DVD. Les productions où l'on peut l'entendre sont des reportages émaillés des grands airs du répertoire qu'elle a chantés. La seule œuvre complète sur ce type de support est le film Médée qu'elle a tourné, en 1969, avec Pier Paolo Pasolini.

### Filmographie
- Médée, film de Pier Paolo Pasolini avec Laurent Terzieff, Massimo Girotti, Giuseppe Gentile, Margareth Clementi (CIPA, Carlotta Films)

### Concerts ou extraits d'opéras filmés en direct sur scène
- La Callas... toujours (Paris, Palais Garnier, 19 décembre 1958) (EMI Classics)
- María Callas at Covent Garden, 1962-1964 (EMI Classics)
- María Callas in Concert (Hamburg 1959-1962) (EMI Classics)
- María Callas and Giuseppe di Stefano in Concert (London, Royal Festival Hall, 26 novembre 1973) (Divina DVN-DVD1)

### Entretiens
- María Callas, The Callas Conversations (EMI Classics)

Maria Callas s'entretient avec George Lascelles, Lord Harewood (filmé au domicile de Maria Callas à Paris en avril 1968)
- Dans la série d'émissions consacrées aux grands interprètes de la musique classique, Maria Callas s'entretient avec Bernard Gavoty (filmé dans les studios de l'ORTF à Paris en mai 1965) et interprète 'Adieu, notre petite table' (Manon de Massenet), 'Oh, se una volta sola - Ah non credea mirarti' (La sonnambula de Bellini) et 'O mio babbino caro' (Gianni Schicchi de Puccini)
- María Callas, The Callas Conversations, volume II (EMI Classics)

L'invitée du dimanche, émission consacrée à Maria Callas, présentée par Pierre Desgraupes avec la participation de Elvira de Hidalgo, de Francesco Siciliani, de Luchino Visconti et de Jacques Bourgeois (filmé dans les studios de l'ORTF à Paris le 20 avril 1969)
- Maria Callas s'entretient avec Bernard Gavoty (filmé au domicile de Maria Callas à Paris le 14 juin 1964)
- Maria Callas répète le récitatif de Norma 'Infranta, si, se alcun di voi snudarla', à l'Opéra de Paris en mai 1964 sous la direction de Georges Prêtre
- Les grandes heures, entretien par Micheline Banzet-Lawton, Trois jours avec Maria Callas, (enregistré au domicile parisien de la cantatrice en février 1965)

### Master Classes
- The complete Master Classes (Divina, DVN-DVD2)

### Documentaires
- Callas, documentaire de John Ardoin, raconté par Franco Zeffirelli (Bel Canto Society)
- María Callas, Life and Art (EMI Classics)
- María Callas, Une vie d'Art et d'Amour (EMI Classics)
- María Callas, Passion Callas, documentaire de Gérald Caillat, écrit par Claire Alby (EMI Classics)
- María Callas, Living and diying for art and love (TDK)
- María Callas, La Divina, documentaire de Tony Palmer (Arthaus)
- Callas assoluta, documentaire de Philippe Kohly (Studio MK2), 97 minutes, 2007
- The eternal Maria Callas (EMI Classics)
- The Callas effect (EMI Classics), 2011

### Site internet
- (fr + en + es + it) Site Officiel de Maria Callas

1. ↑  Site Musicme